# San Vito di Fagagna
San Vito di Fagagna là một đô thị ở tỉnh Udine trong vùng Friuli-Venezia Giulia thuộc Ý, có cự ly khoảng 80 km về phía tây bắc của Trieste và khoảng 13 km về phía tây của Udine. Tại thời điểm ngày 31 tháng 12 năm 2004, đô thị này có dân số 1.627 người và diện tích là 8,5 km².
San Vito di Fagagna giáp các đô thị: Coseano, Fagagna, Mereto di Tomba, Rive d'Arcano.